# Górnik Katowice
Górnik Katowice was een Poolse sportclub uit Katowice. De club was actief in het hockey, het schermen en het voetbal. In 1964 onderging de club een fusie met andere sportclubs uit de Poolse stad om GKS Katowice te vormen. Ongeveer dertig jaar na deze fusie, in de jaren 90, bestond er kortstondig opnieuw een hockeyclub onder deze naam.

## Bekende ex-spelers
- Henryk Alszer, voetbal
- Sylwia Julito, schermen